# Orlando Flacco

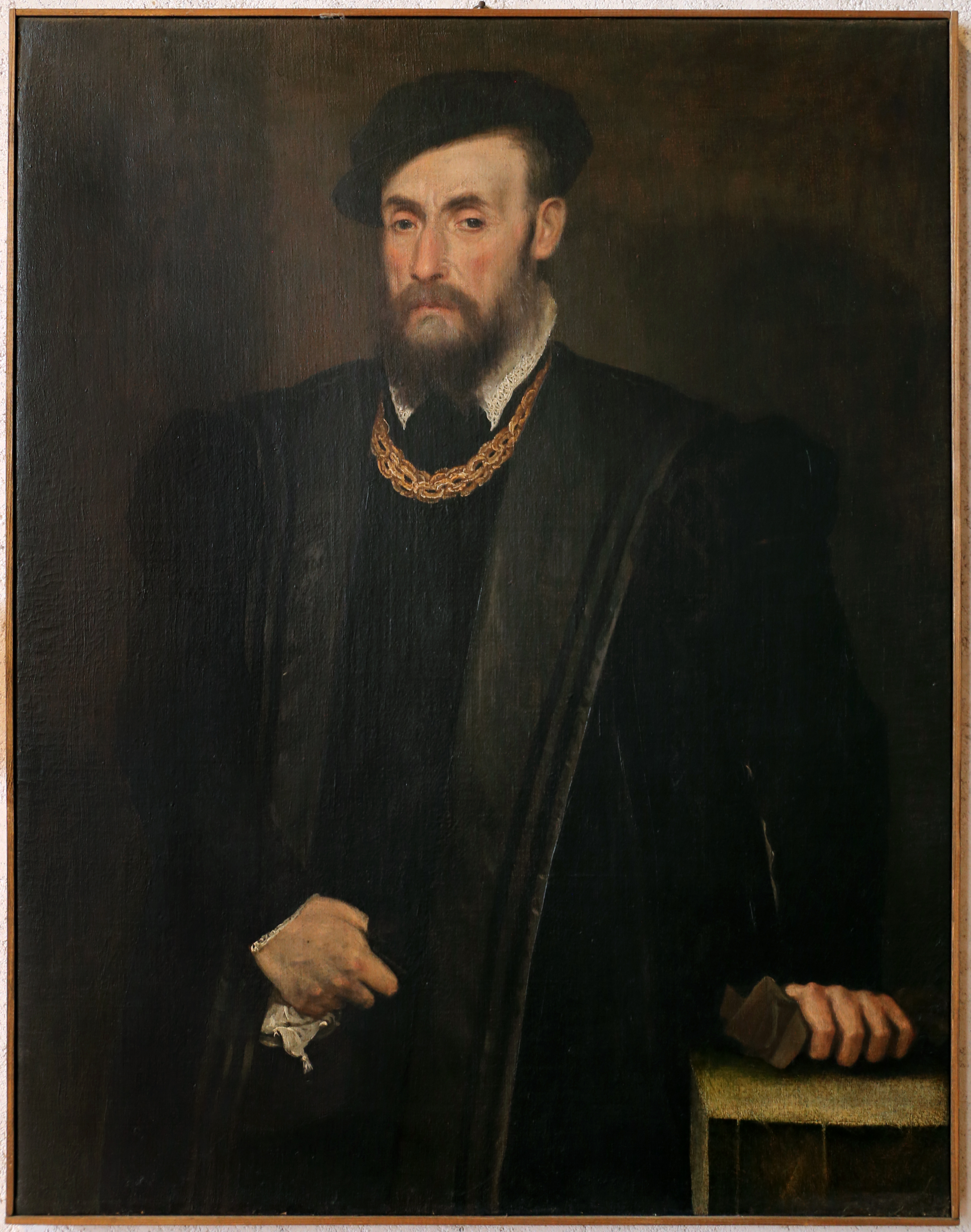
Retrato de gentilhombre

Orlando Flacco (Verona, c. 1527/1531-1592) fue un pintor italiano, activo durante la época manierista, especializado en la ejecución de retratos.

## Biografía
Pintor educado en el ambiente de la escuela emiliana, se inclinó sin embargo más hacia el colorismo de los maestros venecianos. A la muerte de Bernardino India, Flacco se hizo cargo de su última obra inacabada, un lienzo votivo para la Sala del Maggior Consiglio de Verona (1590). Durante algunos años, fue el agente en temas artísticos del Conde Mario Bevilacqua, gran coleccionista.

## Obras destacadas
- Retrato de Tiziano anciano (Nationalmuseum, Estocolmo)
- Crucifixión (1561, Santi Nazaro e Celso, Verona)
- Ecce Homo (Santi Nazaro e Celso, Verona)
- Retrato de dama con niño (Museo de Castelvecchio, Verona)
- Autorretrato (Museo di Capodimonte, Nápoles)
- Santa Clara expulsa a los sarracenos de Asís (Colección particular)
- Virgen con los Santos Zenón y Pedro (1590, Loggia del Consiglio, Verona), obra iniciada por Bernardino India.